# Kreis Olpe
Kreis Olpe är ett distrikt i södra delen av det tyska förbundslandet Nordrhein-Westfalen.

## Infrastruktur
Genom distriktet går motorvägarna A4 och A45.

Gemeinden i Kreis Olpe

1. ↑  hämtat från: tyskspråkiga Wikipedia.[källa från Wikidata]
2. ↑  läs online, www.landesdatenbank.nrw.de .[källa från Wikidata]
3. ↑  hämtat från: tyskspråkiga Wikipedia.[källa från Wikidata]